# Chiesa di San Nicolò (Levanto)
La chiesa di San Nicolò è un luogo di culto cattolico situato nella frazione di Chiesa Nuova nel comune di Levanto, in provincia della Spezia. La chiesa è sede della parrocchia omonima del vicariato della Riviera della diocesi della Spezia-Sarzana-Brugnato.

## Storia e descrizione

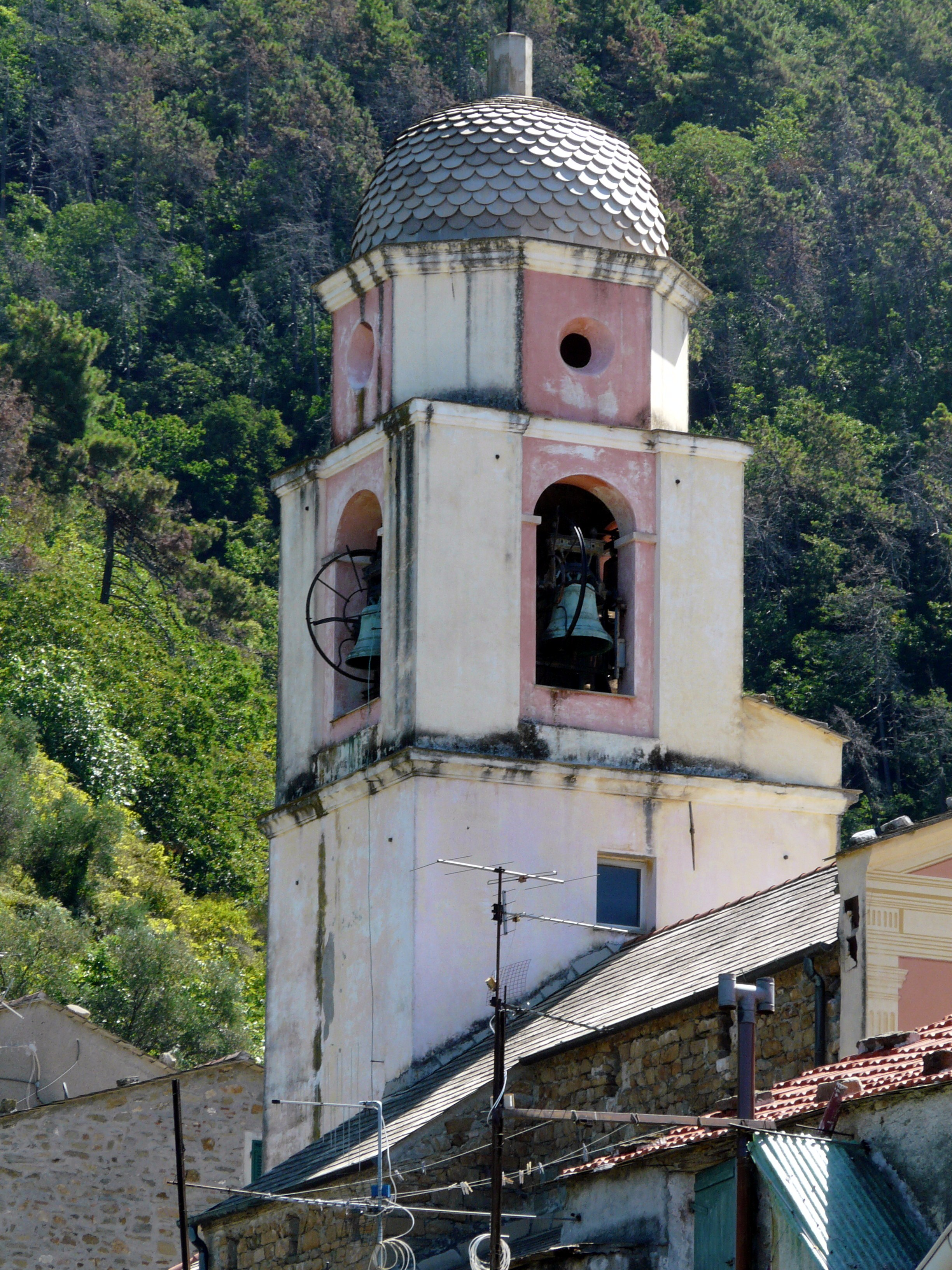
Particolare del campanile

Citata per la prima volta in un testamento datato al 1268 di un certo Sardo de Raxino, è probabile che l'edificio di culto fu edificato nel corso del XIII secolo. Originariamente aveva una pianta a forma di "T" - caso unico nel territorio di Levanto - ossia ad aula rettangolare con una chiusura verso oriente da un transetto della stessa forma, ma di minore larghezza. Nelle murature del transetto trovava spazio la sezione quadrangolare della torre campanaria.
Fu tra il XIV e il XVIII secolo che il primo tempio in stile romanico subì le evidenti trasformazioni quali l'ampliamento del transetto, l'innalzamento delle mura del perimetro e del campanile, la costruzione di una nuova abside semicircolare e di due cappelle laterali, la copertura con volta a botte e l'apertura di un oculo nella facciata sotto la trifora del primo impianto romanico.
Una significativa e moderna opera di rinforzo e restauro, nonché la consolidazione dell'edificio, è stata effettuata tra il 1982 e il 1990. È in questa occasione che sono stati scoperti alcuni affreschi - databili al XV secolo - sotto il campanile nella volta del presbiterio.
Tra le opere d'arte e scultoree il bianco e marmoreo fonte battesimale del Quattrocento.